# Finale de la Coupe des clubs champions européens 1960-1961
La finale de la Coupe des clubs champions européens 1960-1961 voit le Benfica Lisbonne gagner la rencontre 3-2 contre le FC Barcelone. Benfica devient le premier club portugais à soulever le trophée.

## Parcours des finalistes
Note : dans les résultats ci-dessous, le score du finaliste est toujours donné en premier (D : domicile ; E : extérieur).
| SL Benfica          | SL Benfica | SL Benfica | SL Benfica |                     | FC Barcelone           | FC Barcelone | FC Barcelone | FC Barcelone | FC Barcelone |
| ------------------- | ---------- | ---------- | ---------- | ------------------- | ---------------------- | ------------ | ------------ | ------------ | ------------ |
| Adversaire          | Total      | Aller      | Retour     | Tour                | Adversaire             | Total        | Aller        | Retour       | Appui        |
| Heart of Midlothian | 5 - 1      | 2 - 1 (E)  | 3 - 0 (D)  | Préliminaire        | Lierse SK              | 5 - 0        | 2 - 0 (D)    | 3 - 0 (E)    |              |
| Újpest Dózsa        | 7 - 4      | 6 - 2 (D)  | 1 - 2 (E)  | Huitièmes de finale | Real Madrid            | 5 - 2        | 4 - 1 (E)    | 1 - 1 (D)    |              |
| AGF Århus           | 7 - 2      | 3 - 1 (D)  | 4 - 1 (E)  | Quarts de finale    | Spartak Hradec Králové | 5 - 1        | 4 - 0 (D)    | 1 - 1 (E)    |              |
| Rapid Vienne        | 4 - 1      | 3 - 0 (D)  | 1 - 1 (E)  | Demi-finales        | Hambourg SV            | 3 - 2        | 1 - 0 (D)    | 1 - 2 (E)    | 1 - 0        |

## Feuille de match
| 31 mai 1961 | Benfica                                      | 3 – 2  | FC Barcelone            | Stade du Wankdorf, Berne                          |                                                   |
| 19 h 00 CET | Águas 31e · Ramallets 32e (csc) · Coluna 55e | (2- 1) | 21e Kocsis · 75e Czibor | Spectateurs : 26 732 Arbitrage : Gottfried Dienst | Spectateurs : 26 732 Arbitrage : Gottfried Dienst |
| 19 h 00 CET | Rapport                                      |        |                         | Spectateurs : 26 732 Arbitrage : Gottfried Dienst | Spectateurs : 26 732 Arbitrage : Gottfried Dienst |

| Benfica | Barcelona |

| G             | 1  | Alberto da Costa Pereira |
| D             | 2  | Mário João               |
| D             | 3  | Germano                  |
| D             | 4  | Ângelo                   |
| D             | 5  | José Neto                |
| M             | 6  | Fernando Cruz            |
| M             | 7  | José Augusto             |
| M             | 8  | Joaquim Santana          |
| A             | 9  | José Águas               |
| M             | 10 | Mário Coluna             |
| A             | 11 | Domiciano Cavém          |
| Entraîneur :  |    |                          |
| Béla Guttmann |    |                          |

| G                | 1  | Antoni Ramallets   |
| D                | 2  | Foncho             |
| D                | 3  | Enric Gensana      |
| D                | 4  | Sígfrid Gràcia     |
| D                | 5  | Martí Vergés       |
| M                | 6  | Jesús Garay        |
| M                | 7  | Ladislao Kubala    |
| M                | 8  | Sándor Kocsis      |
| M                | 9  | Evaristo de Macedo |
| A                | 10 | Luis Suárez        |
| A                | 11 | Zoltán Czibor      |
| Entraîneur :     |    |                    |
| Enrique Orizaola |    |                    |